# Moritz Seider
Moritz Seider (né le 6 avril 2001 à Zell en Allemagne) est un joueur professionnel allemand de hockey sur glace. Il évolue au poste de défenseur.

## Biographie

### En club
Il est formé au EHC Erfurt. En 2017-2018, il joue ses quatre premiers matchs avec l'Adler Mannheim dans la DEL. En 2019, il remporte le titre de champion d'Allemagne avec les aigles.
À l'aube du repêchage d'entrée dans la LNH 2019, il est classé au 6e rang chez les patineurs européens dans le classement final de la Centrale de recrutement de la LNH. Le 21 juin 2019, il est repêché au premier tour, au sixième choix au total, par les Red Wings de Détroit.
Le 14 juillet, il appose sa signature au bas d'un contrat d'entrée de 3 ans avec Détroit. Il part en Amérique du Nord et est assigné aux Griffins de Grand Rapids, club ferme des Red Wings dans la Ligue américaine de hockey. 
En 2020-2021, il porte les couleurs du Rögle BK dans la SHL.
Le 14 octobre 2021, il joue son premier match dans la Ligue nationale de hockey avec les Red Wings face au Lightning de Tampa Bay et enregistre deux assistances.

### carrière internationale
Il représente l'Allemagne au niveau international. Il prend part aux sélections jeunes.

## Statistiques

### En club
| Saison     | Équipe                   | Ligue      |     | Saison régulière | Saison régulière | Saison régulière | Saison régulière | Saison régulière |   | Séries éliminatoires | Séries éliminatoires | Séries éliminatoires | Séries éliminatoires | Séries éliminatoires |
| Saison     | Équipe                   | Ligue      | PJ  | B                | A                | Pts              | Pun              | PJ               | B | A                    | Pts                  | Pun                  |                      |                      |
| 2017-2018  | Adler Mannheim           | DEL        | 4   | 0                | 0                | 0                | 0                | -                | - | -                    | -                    | -                    |                      |                      |
| 2018-2019  | Adler Mannheim           | DEL        | 29  | 2                | 4                | 6                | 8                | 14               | 0 | 5                    | 5                    | 0                    |                      |                      |
| 2019-2020  | Griffins de Grand Rapids | LAH        | 49  | 2                | 20               | 22               | 28               | -                | - | -                    | -                    | -                    |                      |                      |
| 2020-2021  | Rögle BK                 | SHL        | 41  | 7                | 21               | 28               | 16               | 13               | 1 | 4                    | 5                    | 8                    |                      |                      |
| 2021-2022  | Red Wings de Détroit     | LNH        | 82  | 7                | 43               | 50               | 34               | -                | - | -                    | -                    | -                    |                      |                      |
| 2022-2023  | Red Wings de Détroit     | LNH        | 82  | 5                | 37               | 42               | 40               | -                | - | -                    | -                    | -                    |                      |                      |
| 2023-2024  | Red Wings de Détroit     | LNH        | 82  | 9                | 33               | 42               | 51               | -                | - | -                    | -                    | -                    |                      |                      |
| Totaux LNH | Totaux LNH               | Totaux LNH | 246 | 21               | 113              | 134              | 125              | -                | - | -                    | -                    | -                    |                      |                      |

### En équipe nationale
| Année | Compétition                     |    | PJ | B | A | Pts | Pun | +/-       |  | Résultat |
| 2017  | Championnat du monde -18 ans 1A | 5  | 0  | 1 | 1 | 0   | +1  | 15e place |  |          |
| 2018  | Championnat du monde -20 ans 1A | 5  | 1  | 0 | 1 | 4   | 0   | 13e place |  |          |
| 2018  | Championnat du monde -18 ans 1A | 5  | 0  | 3 | 3 | 6   | +1  | 12e place |  |          |
| 2019  | Championnat du monde -20 ans 1A | 5  | 1  | 6 | 7 | 4   | +8  | 11e place |  |          |
| 2019  | Championnat du monde            | 5  | 2  | 0 | 2 | 2   | +1  | 6e place  |  |          |
| 2020  | Championnat du monde -20 ans    | 7  | 0  | 6 | 6 | 0   | 0   | 9e place  |  |          |
| 2021  | Championnat du monde            | 10 | 0  | 5 | 5 | 6   | -3  | 4e place  |  |          |

## Trophées et honneurs personnels

### Championnat du monde moins de 18 ans
- 2018 : nommé meilleur défenseur dans la division 1A

### Championnat du monde junior
- 2019 : nommé meilleur défenseur dans la division 1A

### DEL
- 2019 : nommé recrue de la saison

### SHL
- 2021 : nommé meilleur défenseur

### Championnat du monde
- 2021 : nommé meilleur défenseur
- 2021 : nommé dans l'équipe type

### LNH
- 2021-2022 : 
  - sélectionné dans l'équipe d'étoiles des recrues
  - nommé recrue du mois d'octobre